# رالف دبلیو. یاربرو
رالف دبلیو. یاربرو (به انگلیسی: Ralph W. Yarborough) سناتور سابق عضو حزب دموکرات ایالات متحده آمریکا بود. وی در سال ۱۹۵۷ تا ۱۹۷۱ میلادی سناتور ایالت تگزاس در سنای ایالات متحده آمریکا بود.